# Emilia Rydberg
Emilia Rydberg (Stockholm, Svédország 1978. január 5. –) svéd énekesnő. Édesapja, Teshome Mitiku etióp származású, anyja pedig svéd.

## Élete
Az énekesnőt 1996-ban fedezte fel az ABBA egykori menedzserének, Stig Andersonnak a fia, Lars Anderson.
Emilia 1998-ban adta ki első albumát a Big Big World-öt, melynek azonos című kislemeze nagy sikert aratott. Ezt követte a második kislemez a Good sign. 2000-ben jelent meg második albuma Emilia címmel. Hét évvel később, 2007-ben jelent meg harmadik, első svéd nyelvű lemeze, a Små ord av kärlek.
2009-ben benevezett a Melodifestivalen-re, az Eurovíziós Dalfesztivál svéd nemzeti válogatójára a You're My World című dallal, amellyel a kilencedik helyet érte el a döntőben. Nem sokkal később megjelent új albuma a My World, melynek első kislemeze a Teardrops lett. Ebben az évben került felvételre magyar-angol nyelvű duettje Dobrády Ákossal, a Side By Side (magyarul: Szerelemre hangolva). 2009. december 28-án sztárvendégként fellépett Budapesten, a Syma Csarnokban.

## Diszkográfia
- Big Big World (1998)[3]
- Emilia (2000)
- Små ord av kärlek (2007)
- My World (2009)[4]
- I Belong to You (2012)